# Tête Leconfield

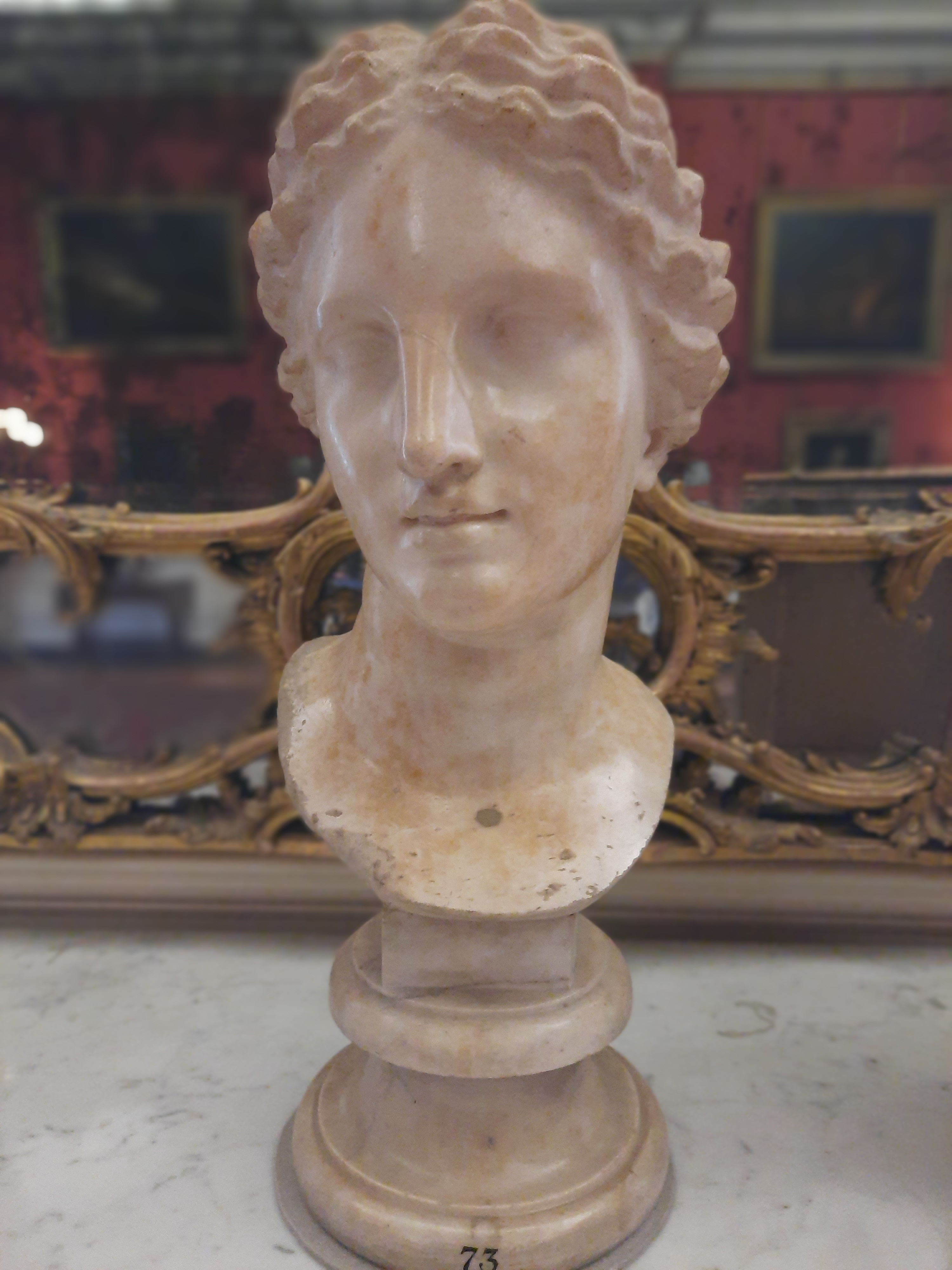
La Tête Leconfielf à Petworth House

La Tête Leconfield est une tête féminine représentant sans doute la déesse Aphrodite, attribuée au sculpteur grec Praxitèle ou à son école. Elle est conservée à Petworth House, dans le Sussex de l'Ouest (Royaume-Uni), sous le numéro d'inventaire 71.

## Description
Son origine exacte est inconnue : sa première mention concerne son achat en 1755 par le deuxième comte d'Egremont à Gavin Hamilton, qui mène alors des fouilles à Rome et dans les environs. Quand le troisième comte d'Egremont meurt en 1837, sa collection passe à son fils naturel, qui sera créé Lord Leconfield en 1859 — d'où le nom de « tête Leconfield » donné traditionnellement à l'œuvre.
Elle représente une jeune femme au visage d'un ovale arrondi, proportionnellement plutôt petit par rapport au volume du cou. Les cheveux ondulés, séparés par une raie médiane, dessinent un front en triangle et partent vers les tempes où ils sont retenus par le double tour d'un bandeau, sont noués en chignon à l'arrière de la tête puis retombent sur la nuque, suivant la coiffure traditionnelle des Aphrodites du milieu du IVe siècle av. J.-C. Contrastant avec le traitement vigoureux de la chevelure, le visage frappe par ses surfaces lisses et par le sfumato des traits. Le front est bombé, avec deux renflements au niveau des tempes qui mettent en valeur les arcades sourcillières. Les yeux sont petits et faiblement enfoncés, d'où un regard dans le vague caractéristique des statues du second classicisme. Les joues apparemment lisses sont en réalité parcourues de modulations qui créent des effets de lumière. La bouche est petite et esquisse un léger sourire.
Haute de 64,5 centimètres, la tête est sculptée dans du marbre à grain fin, peut-être de Paros. Elle a fait l'objet  de plusieurs restaurations à l'époque moderne, qu'un moulage en plâtre pris avant toute retouche met en évidence : la chevelure, la commissure des lèvres et le bout du nez ont été repris ; la tête et le cou ont subi un polissage prononcé. Il faut également noter qu'il ne s'agit pas d'un buste, mais d'un élément destiné à être encastré dans une statue, le tout formant de toute évidence une effigie d'Aphrodite drapée.

## Attribution

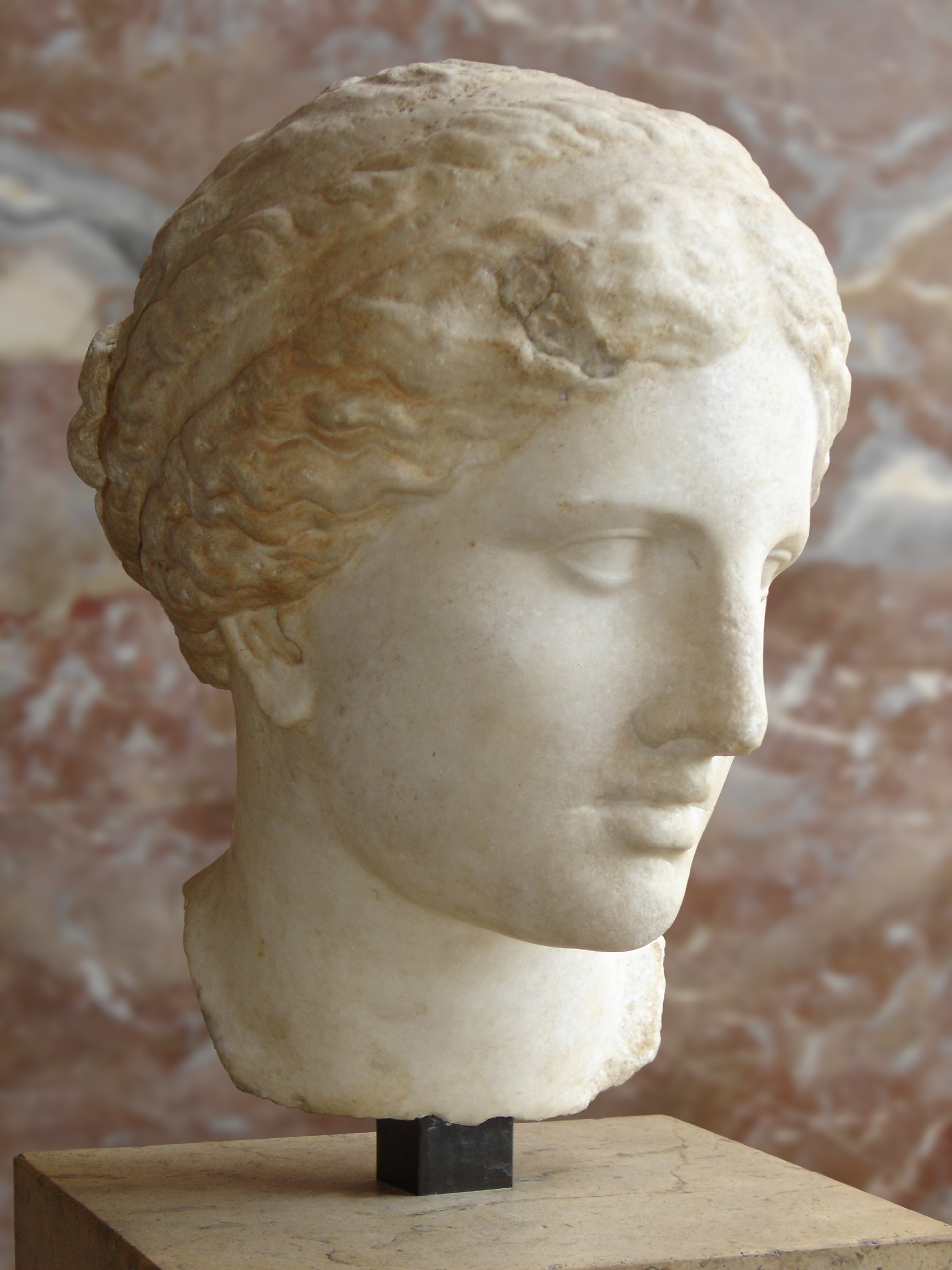
La tête Kaufmann, fréquemment rapprochée de la tête Leconfield, musée du Louvre (Ma 3518)

La tête Leconfield fait l'objet d'une description très élogieuse d'Adolf Furtwängler, son premier commentateur : la grande qualité du travail du marbre le pousse à la considérer comme un original de Praxitèle, réalisée en même temps que l’Hermès portant Dionysos enfant qu'il attribue également au sculpteur athénien.
Si le rapprochement avec l'Hermès est peu discutable, l'attribution praxitélienne de ce dernier est aujourd'hui elle-même sujette à caution ce qui, par ricochet, jette le doute sur celle de la tête Leconfield. Il s'y ajoute qu'aucun témoignage littéraire n'en fait mention de manière certaine, même si on a voulu y reconnaître l'Aphrodite d'Alexandrie de Carie citée par le grammairien byzantin Étienne de Byzance : « ... en Carie, dans le Latmos, là où il y avait un sanctuaire d'Adonis possédant une Aphrodite de Praxitèle. » Cependant, le caractère particulièrement laconique de cette mention ne permet pas d'étayer réellement cette identification.
Un autre problème concerne l'authenticité de l'œuvre : original ou copie ? La qualité de l'œuvre pousse à en faire un original, à la suite de Furtwängler, d'autant que l'on ne connaît aucun autre exemplaire du même type — même si elle a été rapprochée de plusieurs autres têtes : la tête de Chios, conservée au Museum of Fine Arts de Boston, et la tête Kaufmann du musée du Louvre, datée du dernier quart du IIe siècle av. J.-C. Inversement, l'origine romaine de l'œuvre plaide plutôt en faveur d'une copie. Enfin, si l'on maintient l'attribution de Furtwängler — un original de Praxitèle —, la question de la datation reste posée.
Sur des critères purement stylistiques, on a en effet noté que la sensualité de la représentation et que le traitement de la chevelure relevaient plutôt de l'époque hellénistique. Sur cette base, certains auteurs optent pour une création des disciples de Praxitèle plutôt que du maître lui-même voire la situent au IIIe siècle av. J.-C.